# Міський палац дитячо-юнацької творчості «Горицвіт»
Комунальний позашкільний навчальний заклад "Міський палац дитячої та юнацької творчості «Горицвіт» Криворізької міської ради (КПНЗ МПДЮТ «Горицвіт» КМР, до 2001 — Палац піонерів ім. В. Котика) — будинок культури і місцева пам'ятка архітектури, що відкрита в 1959 р. Споруда знаходиться по вул. Ватутіна, 33, у Покровському районі (колишній Жовтневий).

## Історична довідка
У червні 1955 року розпочато будівництво Будинку піонерів і школярів для дітей шахтарів Жовтневого (нині — Покровського) району. Вартість проектних робіт у цінах до 1961 р. складала 59 тис. 254 крб. Акт приймання споруди Будинку піонерів на руднику ім. ХХ Партз'їзду було затверджено рішенням виконкому Криворізької міської ради депутатів трудящих 1 вересня 1959 року. Вартість будівлі на той час становила 3 млн. 253 тис. 998 крб. 81 коп. Прийняла споруду завідувачка будинку піонерів Семагіна Антоніна Григорівна (1959—1969). Відкриття пам'ятки відбулося у листопаді 1959 року як Палацу піонерів ім. В. Котика. З 1992 до складу входили 4 філії (колишні клуби школярів), які обслуговують дітей за місцем розташування. В закладі діяли 42 гуртки.
Відповідно до розпорядження голови Дніпропетровської державної адміністрації від 12.04.1996 р. № 158-р Палац піонерів є пам'яткою архітектури місцевого значення міста Кривий Ріг з охоронним номером 142. Свою сучасну назву МПДЮТ «Горицвіт» отримав під час реорганізації в 2001 році.